# Siegfried K. Wiedmann
Siegfried K. Wiedmann (* 1938 in Plochingen) ist ein deutscher Elektroingenieur, der Techniken für Integrierte Schaltkreise bei IBM entwickelte.
Wiedmann studierte an der TH Stuttgart Elektrotechnik mit dem Diplom 1963 und der Promotion 1967. Danach arbeitete er für IBM in deren Labor in Böblingen und in den USA. In den 1980er Jahren wurde er Professor an der TU Berlin, wo Horst Berger die Mikroelektronik aufbaute.
Er erhielt 1977 den IEEE Morris N. Liebmann Memorial Award (mit Horst H. Berger) für die Entwicklung der Merged Transistor Logic (MTL, deutsch: Integrierte Injektionslogik) und wurde 1979 IBM Fellow.

## Schriften
- mit H. Berger: Merged-Transistor Logic (MTL) – A Low-Cost Bipolar Logic Concept, IEEE Journal of Solid-State Circuits, Band SC-7, Nr. 5, Oktober  1972, S. 340–346.